# ヘムホーフェン
ヘムホーフェン (ドイツ語: Hemhofen) は、ドイツ連邦共和国バイエルン州ミッテルフランケンのエアランゲン＝ヘーヒシュタット郡に属す町村（以下、本項では便宜上「町」と記述する）。この町にはツェッケルン集落が含まれる。この町は、エアランゲンへの通勤者が多く住む町である。

## 地理

### 位置
ヘムホーフェンの近隣の市町村として、アーデルスドルフ、ヘロルツバッハ、ハウゼン、バイアースドルフ、メーレンドルフ、エアランゲンおよびレッテンバッハがある。

### 自治体の構成
この町は、以下の2つの集落からなる。
- ヘムホーフェン
- ツェッケルン

## 歴史
ヘムホーフェンは1355年に初めて文献上言及されている。
現在の地域には紀元1000年頃に入植地として集落が形成された。フリードリヒ・コンスタント・クラウスゴルトという司祭が作成した、ルター派のヘムホーフェン教区にある教会所有の不動産について記述した『Evangelischen Pfarrbuch』に、「ヘムホーフェンは、すでに1062年には知られていた」という記述がある。伝承では、以前はこの地は牧羊地であったという。村の統治は人々が交替で行っていた。こうしてできた村がハンメルホーフHammelhof（Hammelは、去勢したヒツジまたは俗語でヒツジ肉を意味する）で、最初の音節を短縮してヘムホーフェンと呼ばれるようになったと伝えられる。しかし、この村の名前には、アルヴェイヤー・フォン・ハイメンホーフェンという家名に由来するというもの、“Hof der Hemo”または“Hof der Hemmo”に由来するというもの、“Hof der Hemma”に由来するというもの、“Heimhof”が語源だとするもの、と様々な解釈がある。それにもかかわらず、地元の人々は今日でも、伝承が真実だと固く信じている。クラウスゴルト司祭は、「村の名前の解釈」というテーマで、この解釈（Hammelhof説）は1800年のフランケン地誌第2巻567ページのヘムホーフェンの項に「この村は1件の農家と牧羊場から始まった」と書かれている事に由来する、と述べている。
隣接するレッテンバッハで宗教改革が力を失ったのと対照的にヘムホーフェンは長年、プロテスタント教区に属す村であった。1525年のドイツ農民戦争で破壊されたレッテンバッハ城は、1362年からトルフゼッセ・フォン・ポンマースフェルデンの居館であった。16世紀にトルフゼッセ家は、プロテスタントの教義を受け容れ、ヘムホーフェンやレッテンバッハの家臣達もプロテスタントに改宗した。バンベルクの司教領主による反宗教改革は、1628年にレッテンバッハのみ再度改宗させることに成功したが、ヘムホーフェンはプロテスタントのまま残されたのである。
1650年、ヘムホーフェンはポンマースフェルデンのトルフゼス家の娘がパッペンハイム伯フィリップに嫁ぐ際の嫁資として与えられた。この伯が亡くなった後、再婚により、1660年にこの土地はテステルベルク男爵領となった。1715年にヘムホーフェン城の建設が始まった。ところが、1722年7月11日にテステルベルク男爵はこの城と周辺の土地をモーレンフェルスのヴィンクラー家に売却することを決めた。ヴォルフガング・クリストフ・ヴィンクラー・フォン・モーレンフェルス (1659-1729) は、皇帝ヨーゼフ1世により、1709年に貴族に叙せられていた。彼はそのエネルギーと知恵で富を勝ち得たのだった。
テステルベルク男爵家から獲得した所領が、限嗣相続財産となったことが、1723年の記録に記載されている。この記録は、1731年にウィーンの皇帝の官僚による確認を受けている。ヴォルフガング・クリストフ・フォン・モーレンフェルスは城の建設を終えたが、次代にあたる彼の息子ゲオルク・クリストフ(1709 - 1748)は、城とその周辺の建造物を堂々とした大きく美しい建物に拡張した。しかし、このヘムホーフェン城は、長い間プロテスタント教会の教会堂として用いられた。
第二次世界大戦後、難民や老人達がこの城に住み着いた。数年前に大規模な改装が行われた建物には、現在ではもう誰も住んでいない。
1984年10月に行われた郡内の「僕らの村が一番美しい」コンテストで、ヘムホーフェンは、エアランゲン＝ヘーヒシュタット郡で一番美しい村に選ばれた。
2005年にヘムホーフェンとツェッケルンは、創設650年祭を祝った。（1355年 – 2005年）

## 行政

### 議会
ヘムホーフェンの議会は首長を含む21議席からなる。

### 紋章
図柄: 銀の背景。金色の三峰の山に服を着ていないムーア人。左上（向かって右上）角に赤い盾型、その中に銀のザウフェーダー（イノシシ狩りの槍）。1977年に、モーレンフェルス男爵ヴィンクラー家に因んでムーア人をあしらった紋章を創設した。イノシシ狩りの槍は、17世紀にツェッケルンを治めたシュティーバール家に因んだものである。

## 交通
フォルヒハイムからツェッェルンへの鉄道路線（ヒルテンバッハタール鉄道）の再会が議論されていたが、2006年に、この鉄道は操業しないことが決した。

## 引用
1. ↑  https://www.statistikdaten.bayern.de/genesis/online?operation=result&code=12411-003r&leerzeilen=false&language=de Genesis-Online-Datenbank des Bayerischen Landesamtes für Statistik Tabelle 12411-003r Fortschreibung des Bevölkerungsstandes: Gemeinden, Stichtag (Einwohnerzahlen auf Grundlage des Zensus 2011)
2. ↑  Bayerische Landesbibliothek Online